# Autoba beraudi
Autoba beraudi är en fjärilsart som beskrevs av Joannis 1909. Autoba beraudi ingår i släktet Autoba och familjen nattflyn. Inga underarter finns listade i Catalogue of Life.